# Tempietto d'Arcadia
Il Tempietto d'Arcadia è un piccolo tempio circolare in forma di rovina situato nel Parco Ducale a Parma.

## Storia
Il tempietto fu costruito nel 1769 su progetto dell'architetto di Corte Ennemond Alexandre Petitot, che, secondo il gusto neoclassico, trasse ispirazione dal tempio di Vesta sull'Aniene; fu inaugurato in occasione delle nozze fra il duca Ferdinando di Borbone e Maria Amalia d'Asburgo-Lorena con una festa bucolica, durante la quale gli invitati si travestirono da pastori e pastorelle.
Per accentuare l'effetto bucolico, il Petitot modificò anche l'area circostante, realizzando un leggero pendio verso il Gruppo del Sileno, gruppo statuario scolpito nel 1765 da Jean-Baptiste Boudard, con finti basamenti e gradonate, all'interno di un fitto boschetto; progettò anche una canalizzazione in legno, oggi scomparsa, che, oltre a consentire il riempimento della vasca interna, creava l'effetto di una sorgente da cui sgorgava un ruscelletto.
Negli anni successivi il tempietto fu utilizzato in numerose occasioni quale sfondo per rappresentazioni arcadiche e gare di poesia.
In seguito all'Unità d'Italia cadde in declino con il parco e la parziale incuria modificò l'area circostante, ove crebbero disordinatamente nuove specie arboree. Nel 1920 il vicino Gruppo del Sileno fu spostato al centro dell'étoile di fronte al Palazzo del Giardino.
In occasione dell'ultimo intervento di ristrutturazione del Parco Ducale, avvenuto nei primi anni 2000, anche il tempietto fu sottoposto ad un restauro conservativo, che fece riemergere la vasca interna nel tempo colmatasi; in tale occasione fu anche risistemata secondo i disegni del Petitot l'area circostante, ove fu ricollocato il Gruppo del Sileno.

## Descrizione

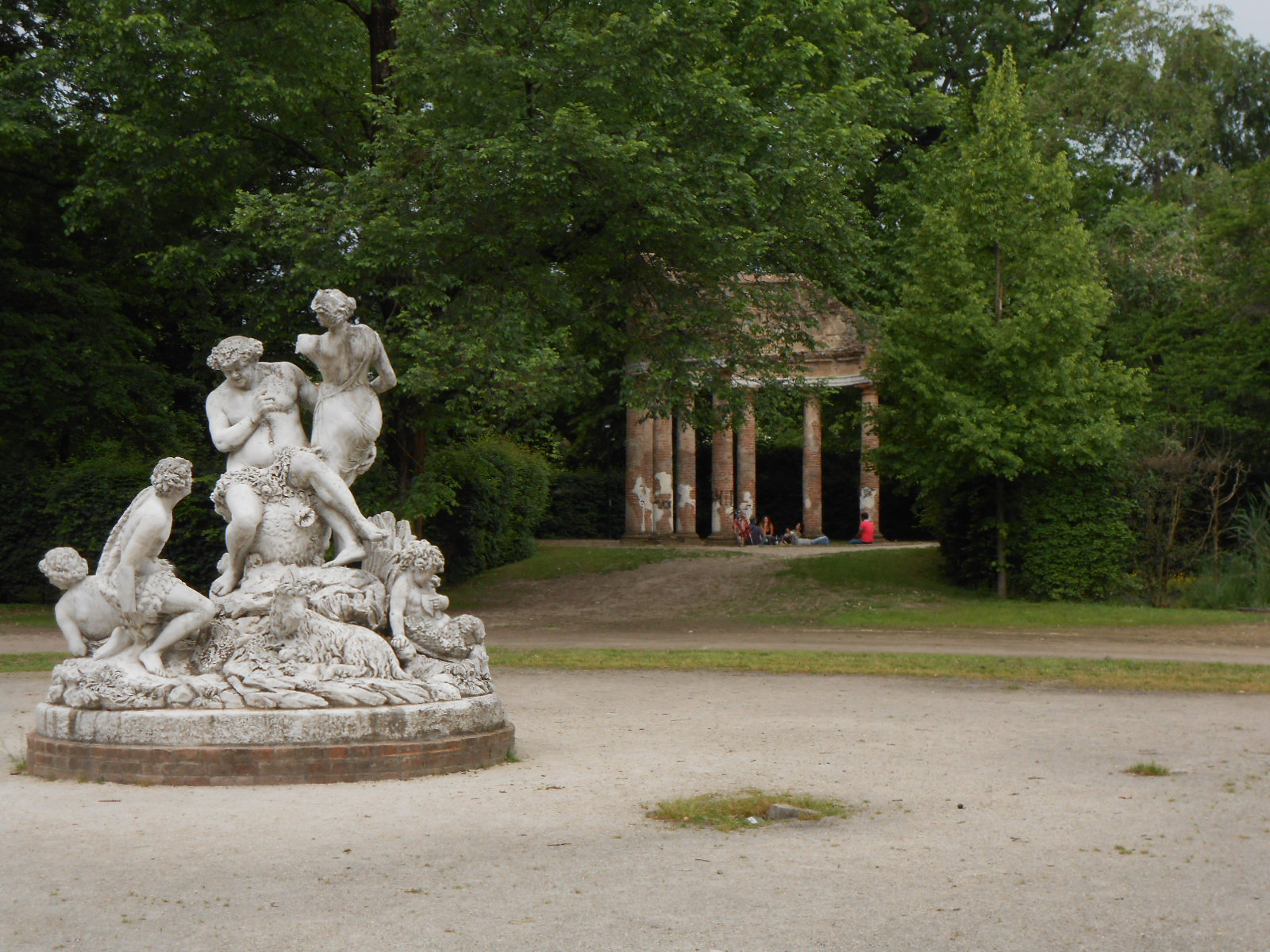
Il Gruppo del Sileno e il Tempietto d'Arcadia

Il piccolo tempio, realizzato già in origine in forma di rovina, si sviluppa su una pianta circolare, attorno ad una vasca poco profonda.
Si innalza su otto colonne in laterizio (delle dodici necessarie per chiudere il cerchio) di ordine dorico, su cui è accennata, oltre l'architrave marmoreo, una volta a cupola decorata internamente con riquadrature a cassettoni.